# Como te deseo
«Como te deseo» es una canción y el tercer sencillo del tercer álbum de estudio de la agrupación mexicana Maná, ¿Dónde jugarán los niños? (1992). Esta canción es otra exitosa del álbum y fue lanzada por la discografica Warner Music en marzo de 1993.

## Curiosidades
La canción se utilizó también para la serie norteamericana de Stranger Things solo en una escena.

## Lista de canciones

### CD - Maxi single[6]
| Como te deseo — Single |                 |          |  |
| N.º                    | Título          | Duración |  |
| 1.                     | «Como te deseo» | 4:30     |  |

## Posiciones en las listas
| Listas (2003)                              | Posición |
| ------------------------------------------ | -------- |
| Estados Unidos Billboard Hot Latin Tracks  | 35       |
| Estados Unidos Billboard Latin Pop Airplay | 17       |